# Вулиця 9 Січня (Мелітополь)
Вулиця 9 Січня — вулиця в Мелітополі. Йде від вулиці Професора Танатара до Північно-Лінійної вулиці. Забудована приватними будинками.

## Назва
9 січня 1905 року за старим стилем у Санкт-Петербурзі влада жорстоко розігнала мирну демонстрацію, учасники якої мали на меті вручити цареві «Петицію робітників і жителів Петербурга для подання Миколі II». Розстріл велелюдного мітингу, який отримав назву «кривава неділя», став одним із поштовхів до революції 1905 року. Згідно з теперішнім загальноприйнятим календарем, ця подія відбулася 22 січня.

## Історія
Перша відома згадка вулиці в документах датується 20 грудня 1946 року.